# Commonwealth Games 2018/Boxen
Bei den Commonwealth Games 2018 in Gold Coast, Australien, wurden vom 5. bis 14. April 2018 im Boxen 16 Wettbewerbe ausgetragen, davon zehn für Männer und sechs für Frauen. Austragungsort waren die Oxenford Studios. Die beiden Verlierer der Halbfinale erhielten automatisch Bronze.
Erfolgreichste Nation war England mit sechsmal Gold, einmal Silber und zweimal Bronze, vor Indien und Australien, deren Sportler unter anderem jeweils drei Goldmedaillen gewannen.

## Ergebnisse

### Männer

#### Leichtfliegengewicht (bis 49 kg)
| Platz | Land | Sportler            |
| ----- | ---- | ------------------- |
| 1     | ENG  | Galal Yafai         |
| 2     | IND  | Amit Panghal        |
| 3     | SRI  | Thiwanka Ranasinghe |
| 3     | UGA  | Juma Miiro          |

#### Fliegengewicht (bis 52 kg)
| Platz | Land | Sportler            |
| ----- | ---- | ------------------- |
| 1     | IND  | Gaurav Solanki      |
| 2     | NIR  | Brendan Irvine      |
| 3     | SRI  | Vidanalange Bandara |
| 3     | SCO  | Reece McFadden      |

#### Bantamgewicht (bis 56 kg)
| Platz | Land | Sportler             |
| ----- | ---- | -------------------- |
| 1     | ENG  | Peter McGrail        |
| 2     | NIR  | Kurt Walker          |
| 3     | CAN  | Eric Basran          |
| 3     | IND  | Hussamuddin Mohammed |

#### Leichtgewicht (bis 60 kg)
| Platz | Land | Sportler         |
| ----- | ---- | ---------------- |
| 1     | AUS  | Harry Garside    |
| 2     | IND  | Manish Kaushik   |
| 3     | NIR  | James McGivern   |
| 3     | WAL  | Michael McDonagh |

#### Leichtweltergewicht (bis 64 kg)
| Platz | Land | Sportler          |
| ----- | ---- | ----------------- |
| 1     | NAM  | Jonas Junias      |
| 2     | CAN  | Thomas Blumenfeld |
| 3     | ENG  | Luke McCormack    |
| 3     | GHA  | Jesse Lartey      |

#### Weltergewicht (bis 69 kg)
| Platz | Land | Sportler      |
| ----- | ---- | ------------- |
| 1     | ENG  | Pat McCormack |
| 2     | NIR  | Aidan Walsh   |
| 3     | FJI  | Winston Hill  |
| 3     | IND  | Manoj Kumar   |

#### Mittelgewicht (bis 75 kg)
| Platz | Land | Sportler            |
| ----- | ---- | ------------------- |
| 1     | IND  | Vikas Krishan Yadav |
| 2     | CMR  | Wilfried Ntsengue   |
| 3     | NIR  | Steven Donnelly     |
| 3     | SCO  | John Docherty       |

#### Leichtschwergewicht (bis 81 kg)
| Platz | Land | Sportler               |
| ----- | ---- | ---------------------- |
| 1     | WAL  | Sammy Lee              |
| 2     | SAM  | Ato Plodzicki-Faoagali |
| 3     | AUS  | Clay Waterman          |
| 3     | CAN  | Harley O’Reilly        |

#### Schwergewicht (bis 91 kg)
| Platz | Land | Sportler       |
| ----- | ---- | -------------- |
| 1     | NZL  | David Nyika    |
| 2     | AUS  | Jason Whateley |
| 3     | IND  | Naman Tanwar   |
| 3     | ENG  | Cheavan Clarke |

#### Superschwergewicht (über 91 kg)
| Platz | Land | Sportler        |
| ----- | ---- | --------------- |
| 1     | ENG  | Frazer Clarke   |
| 2     | IND  | Satish Kumar    |
| 3     | SEY  | Keddy Agnes     |
| 3     | NZL  | Patrick Mailata |

### Frauen

#### Leichtfliegengewicht (bis 48 kg)
| Platz | Land | Sportlerin           |
| ----- | ---- | -------------------- |
| 1     | IND  | Mary Kom             |
| 2     | NIR  | Kristina O’Hara      |
| 3     | SRI  | Anusha Koddithuwakku |
| 3     | NZL  | Tasmyn Benny         |

#### Fliegengewicht (bis 51 kg)
| Platz | Land | Sportlerin       |
| ----- | ---- | ---------------- |
| 1     | ENG  | Lisa Whiteside   |
| 2     | NIR  | Carly McNaul     |
| 3     | AUS  | Taylah Robertson |
| 3     | KEN  | Christine Ongare |

#### Federgewicht (bis 57 kg)
| Platz | Land | Sportlerin            |
| ----- | ---- | --------------------- |
| 1     | AUS  | Skye Nicolson         |
| 2     | NIR  | Michaela Walsh        |
| 3     | NZL  | Alexis Pritchard      |
| 3     | CAN  | Sabrina Aubin-Boucher |

#### Leichtgewicht (bis 60 kg)
| Platz | Land | Sportlerin      |
| ----- | ---- | --------------- |
| 1     | AUS  | Anja Stridsman  |
| 2     | ENG  | Paige Murney    |
| 3     | NZL  | Troy Garton     |
| 3     | NGR  | Yetunde Odunuga |

#### Weltergewicht (bis 69 kg)
| Platz | Land | Sportlerin          |
| ----- | ---- | ------------------- |
| 1     | ENG  | Sandy Ryan          |
| 2     | WAL  | Rosie Eccles        |
| 3     | AUS  | Kaye Scott          |
| 3     | CAN  | Marie-Jeanne Parent |

#### Mittelgewicht (bis 75 kg)
| Platz | Land | Sportlerin            |
| ----- | ---- | --------------------- |
| 1     | WAL  | Lauren Price          |
| 2     | AUS  | Caitlin Parker        |
| 3     | CAN  | Tammara Thibeault     |
| 3     | NGR  | Millicent Agboegbulem |

## Medaillenspiegel
| Platz | Land       | Gold | Silber | Bronze | Gesamt |
| ----- | ---------- | ---- | ------ | ------ | ------ |
| 1     | England    | 6    | 1      | 2      | 9      |
| 2     | Indien     | 3    | 3      | 3      | 9      |
| 3     | Australien | 3    | 2      | 3      | 8      |
| 4     | Wales      | 2    | 1      | 1      | 4      |
| 5     | Neuseeland | 1    | —      | 4      | 5      |
| 6     | Namibia    | 1    | —      | —      | 1      |
| 7     | Nordirland | —    | 6      | 2      | 8      |
| 8     | Kanada     | —    | 1      | 5      | 6      |
| 9     | Kamerun    | —    | 1      | —      | 1      |
| 9     | Samoa      | —    | 1      | —      | 1      |
| 11    | Sri Lanka  | —    | —      | 3      | 3      |
| 12    | Nigeria    | —    | —      | 2      | 2      |
| 12    | Schottland | —    | —      | 2      | 2      |
| 14    | Fidschi    | —    | —      | 1      | 1      |
| 14    | Ghana      | —    | —      | 1      | 1      |
| 14    | Kenia      | —    | —      | 1      | 1      |
| 14    | Seychellen | —    | —      | 1      | 1      |
| 14    | Uganda     | —    | —      | 1      | 1      |